# Yo quiero ser bataclana
Yo quiero ser bataclana es una película argentina en blanco y negro estrenada el 30 de abril de 1941. Escrita y dirigida por Manuel Romero, la historia está ambientada en el mundo del popularísimo género teatral de la revista porteña.

## Sinopsis
Catita intercede cuando un productor pretende a la corista de una revista porteña que es novia del director.

## Reparto
- Niní Marshall	... 	Catita
- Juan Carlos Thorry	... 	Carlos
- Alicia Barrié	... 	Julia Reyes
- Sabina Olmos	... 	Elena
- Enrique Roldán	... 	Jorge
- Segundo Pomar	... 	Don Pepet
- Roberto Blanco	... 	Linares
- Rosa Martín	... 	Susy
- Estela Taylor	... 	Emilia
- Mercedes Quintana	... 	Ella misma
- Juan D'Arienzo	... 	Él mismo

## Comentarios

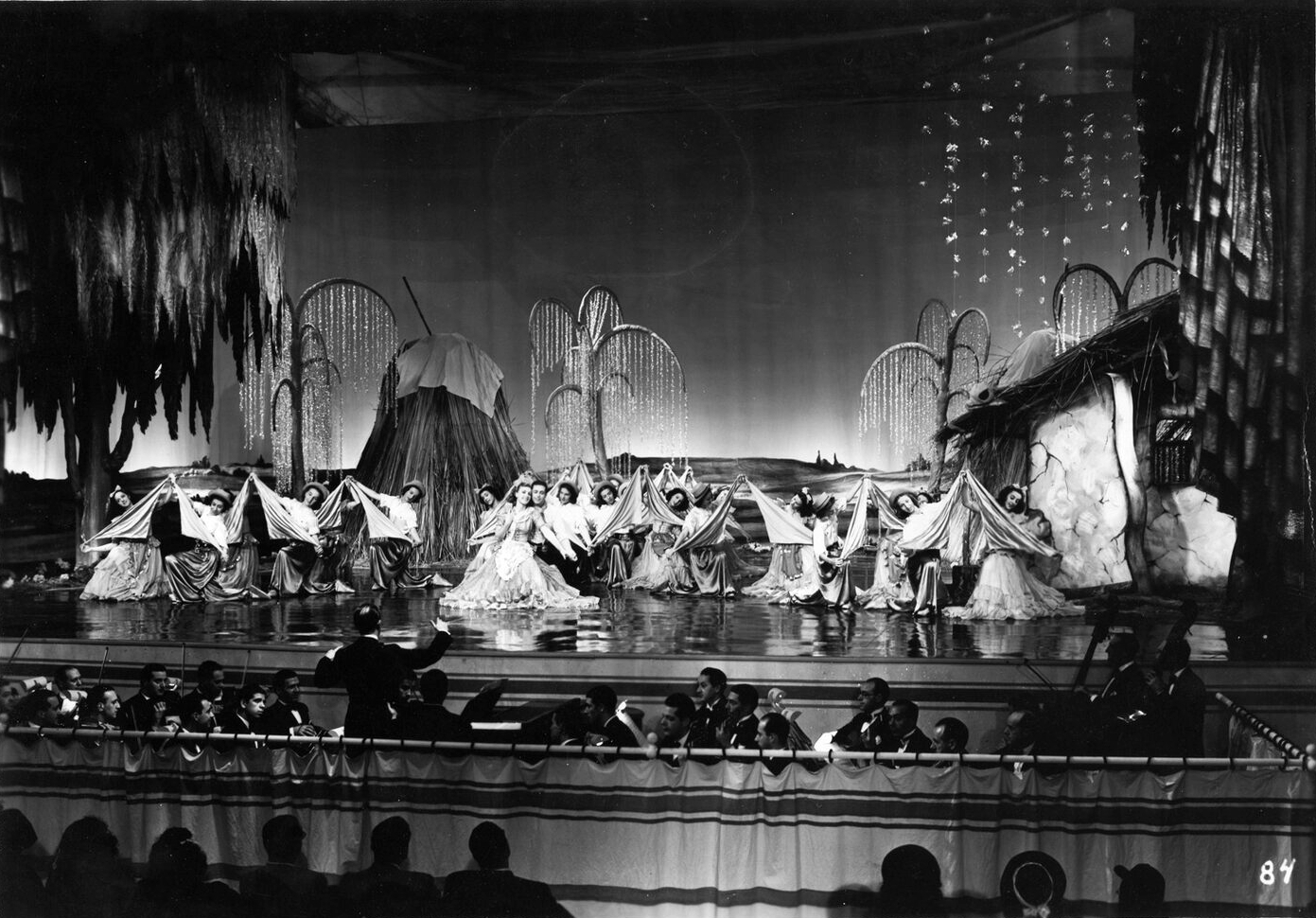
Fotografía promocional del film, mostrando una función de revista porteña.

Para La Prensa es una buena cinta cómica y para La Nación, un espectáculo de neta comicidad popular que conduce con pulso acelerado. Por su parte Calki escribió en El Mundo:

”una Catita cinematográficamente pulida, como la misma realización de Romero: alejada con buen tino de la ‘’macchietta’’ y de la exageración, y con un arte que podríamos llamar más internacional… tan eficaz en su actuación que hace olvidar el punto débil del film el argumento.”